# 천위산
천위산(중국어: 陳玉珊, 병음: Chén Yùshān, 한자음: 진옥산, 영어: Frankie Chen 프랭키 천[*], 1974년 ~ )은 타이완의 영화 감독, 텔레비전 프로듀서이다. 드라마 《숙녀와 거짓말쟁이》, 《패견여왕》 등의 TV 드라마로 호평을 받았으며, 《나의 소녀시대》(2015)로 영화 연출가로 데뷔하여 이름을 알렸다.

## 작품목록
- 패견여왕 (敗犬女王) (2009)
- 나의 소녀시대 (我的少女時代) (2015) 감독
- 장난스런 키스 (一吻定情) (2019) 감독
- 운명처럼 널 사랑해